# Acolasis tanais
Coenipeta tanais là một loài bướm đêm trong họ Erebidae.